# Alberto Limón Padilla
Alberto Limón Padilla (Los Ángeles, Estados Unidos; 1932 - San Diego, Estados Unidos; 7 de julio de 2021) fue un empresario, diplomático y servidor público de origen estadounidense que residió en Tijuana. 

## Biografía
Durante 62 años continuos sirvió a la comunidad tijuanense en los ámbitos político, económico, urbanístico, educativo y turístico a través de cargos públicos donde encabezó eventos que marcaron un parte aguas en la historia de la ciudad. Como testimonio de ello, Alberto dejó un numeroso acervo documental que recupera gran parte de su paso por Baja California, el cual se encuentra resguardado en la biblioteca "Don Alberto Limón Padilla": 4672 fotografías, 174 reconocimientos y 3701 notas de prensa nos ayudan a comprender una parte de la historia de Tijuana en la segunda mitad del siglo XX.
Se destacó por su emprendimiento y participación en diversos organismos y dependencias, como: supermercados y Centros Comerciales Limón, Cámara Nacional de Comercio de Tijuana, Confederación de Cámaras Nacionales de Comercio, Patronato Pro-construcción del Instituto Tecnológico, Delegación La Mesa, Consulado de Austria en Tijuana, Comandancia de Policía Municipal, Comité de Turismo y Convenciones, Patronato de la Cruz Roja Mexicana, Delegación Tijuana y Secretaría de Turismo del Estado de Baja California.
Sus primeros 15 años los vivió en esta frontera mexicana donde estudió y conoció el trabajo arduo al colaborar en el rancho Las Delicias, propiedad de su padre. Más tarde, entre 1941 y 1949 radicó en Guadalajara, Jalisco donde trabajó para el Departamento de Obras Públicas del Estado y en la Ciudad de México, donde, además de una breve participación en el cine, comenzó a incursionar en las ventas, preámbulo de su carrera en el comercio.
Ya de regreso en Tijuana en 1950 y después de una breve participación de tres meses en la policía municipal, Alberto Limón comenzó a involucrarse en el negocio de los supermercados cuando su tío Eliserio Limón Márquez le ofreció una tienda de abarrotes llamada “La Luz del Día” en la colonia Morelos. Con el tiempo, el negocio comenzó a crecer convirtiéndose en una de las tiendas más importantes de la ciudad y lo colocó dentro de los comerciantes más destacados de la ciudad.
En 1958 se fundó Almacenes de México, S.A., asociación que contaba entre sus miembros a Pedro González, Adrián Estrada, Alfonso Moreno, Marcelino Briceño, Delfino Rosales, Cucón Bernal, Nicolás Bravo y Alberto Limón Padilla, quien durante el primer año presidió la asociación.
En 1959 Limón Padilla le compró a Marcelino Briceño el “Mercado Briceño” que estaba ubicado en la Calle Quince y Pino Suárez de la colonia Libertad, convirtiéndolo en el “Mercado Limón Libertad”. Este sería el inicio de la cadena de tiendas conocidas como “Supermercados Limón” y con el paso del tiempo y el apoyo de su familia se convertiría en una tradición en el comercio local. Rápidamente abrió sucursales en las áreas más importantes de la ciudad, lo cual darían pie a la construcción de centros comerciales que ayudaron a cubrir las necesidades de abastecimiento de la población, así como oportunidad de empleo a cientos de personas, colaborando con el desarrollo económico y urbanístico de la ciudad y el estado, dado que la familia Limón Padilla también invirtió en la ciudad de Ensenada. Entre las sucursales que abrieron se pueden contar: Supermercado Limón La Mesa (1962) y Supermercado Limón Libertad (1963), Centro Comercial Limón Constitución (1967) el cual fue reinaugurado en 1992, Centro Comercial Limón La Mesa (1968), Centro Comercial Limón Ensenada (1970), Centro Comercial Limón Libertad (1973) reinaugurado en 1989, Centro Comercial Limón Gastelum (Ensenada, 1981), Centro Comercial Limón Constitución (reinauguración, 1992), Centro Comercial Cucapá (1999) y Centro Comercial Bahía en Ensenada (2002).

## Cámara Nacional de Comercio, 1965-1968
Dado que sus negocios estaban en auge, Limón Padilla comenzó a colocarse entre los hombres más importantes de la iniciativa privada, lo que lo llevó a formar parte de la Cámara Nacional de Comercio (CANACO) desempeñando diversos puestos. En 1958 fue nombrado Consejero y ocupó la vicepresidencia de ese organismo, en 1964 se desempeñó nuevamente como Consejero y su labor le valió para que lo nombraran presidente en enero de 1965. Desde el inicio dejó claro su interés por el desarrollo de la conocida “industria sin chimeneas”, es decir, el turismo, dado que la consideraba la principal fuente de ingresos de la ciudad; por ello, sus principales objetivos se dirigían a incrementar las corrientes de turistas, proteger los intereses de los comerciantes de este sector y continuar trabajando para obtener la prórroga de la zona libre, que estaba próxima a vencer el último día de 1966. Fue así que uno de los primeros proyectos de su gestión fue crear cuatro comisiones especializadas que se dedicarían a realizar estudios, identificar problemas y plantear soluciones sobre los temas primordiales para la CANACO: 1) el turismo, 2) la zona libre, 3) las relaciones públicas de la CANACO y 4) las finanzas del organismo.
La sección especializada de turismo creó proyectos con la finalidad de aumentar el flujo turístico argumentado que éste era fundamental para los comerciantes, principalmente los establecidos en la avenida Revolución, y por ende para la economía de la ciudad. Uno de ellos fue la continuación de la Caseta de Información para turistas y de la policía turística creada durante la presidencia de Gustavo Aubanel (1954-1956), quien ya como gobernador otorgó credenciales a los empleados de la Caseta de Información Turística para acreditarlos como oficiales honorarios de la Policía Bilingüe de Tijuana; también se realizó la edición de folletos con información de los principales atractivos turísticos de la ciudad y una serie de invitaciones a grupos del estado de California para visitar Tijuana.
Durante este primer año de gestión la CANACO fue parte de la Junta Coordinadora de la Iniciativa Privada de Tijuana que tenía como finalidad trabajar por el mejoramiento de la ciudad. Ésta sería la encargada de pagar la mitad del costo total de las obras de pavimentación de las calles Segunda y Cuarta (aproximadamente $700,000 pesos) como parte de los trabajos adicionales a la construcción de la Puerta México, proyecto del Programa Nacional Fronterizo (PRONAF). Los encargados de la colecta de fondos para la pavimentación fueron Alberto Limón Padilla, Carlos A. Carrillo, Juan J. Martínez, Armando Padilla, Raúl Miramontes, Ignacio Jiménez y Rafael Villegas.
También en este tiempo, Limón Padilla fue parte del grupo de comerciantes de La Mesa que financió la construcción del boulevard Las Américas, así como miembro del Comité Pro-construcción del boulevard Díaz Ordaz.

## Confederación de Cámaras Nacionales de Comercio, 1965-1969
A la par de presidir la CANACO, en 1965 fue nombrado tesorero de la Confederación de Cámaras Nacionales de Comercio en Baja California y San Luis Río Colorado, Sonora, y entre 1968 y 1969 presidio dicho organismo. Durante estos años sus actividades se enfocaron en reforzar la economía de la ciudad y el estado planteando ante el gobierno federal las necesidades y particularidades de esta zona fronteriza. Pujó por bajar los gastos de transporte de los productos nacionales enviados a esta ciudad para que su costo se elevara lo menos posible. Además, se solicitaron permisos para la importación de diversos productos como cemento, máquinas de escribir, leche evaporada, arroz, frijol y grasa líquida, los cuales escaseaban en la ciudad.
En julio de 1965 fue parte del Consejo para el Progreso Económico de Baja California y San Luis Río Colorado, Sonora (COPRECO) la cual fue creada con la finalidad de hacer un estudio que se presentaría a la Comisión Intersecretarial con la finalidad de mostrar las necesidades de esta región para respaldar la solicitud de extender la prórroga de la Zona Libre, la cual vencería el último día de 1966.
Durante esta época Limón Padilla también presidió el Comité Mixto del Municipio de Tijuana que se encargaría de coordinar las ponencias que serían presentadas en la Asamblea de Programación Económica e Industrial en Tecate durante el mes de agosto de 1966, con el fin de manifestar los problemas de dichos rubros en esta frontera.
Durante estos años también presidió los comités organizadores de dos eventos importantes. El primero fue la “X Feria del Hogar” llevada a cabo en Tijuana del 6 de agosto al 16 de septiembre de 1965. El objetivo de la Feria era proporcionar a los visitantes nacionales y extranjeros una “visión correcta, realista y objetiva” de lo que había logrado México en los últimos años respecto a la producción y comercialización. Además, se esperaba que este evento no sólo traería beneficios económicos a la ciudad, sino también turísticos y culturales dado que se planeaba una exhibición del folclor mexicano y de artesanías. El segundo evento fue la feria “Baja California en Marcha” realizada en Tecate en 1968 con la participación de los empresarios del estado. Vendieron más de 13 mil boletos y los recursos económicos fueron donados para la construcción de una escuela en Tecate. La imagen positiva que se difundió del estado de Baja California fue lo más relevante de los resultados la cual, en palabras de Limón Padilla, generaría recursos a mediano y largo plazo.

## Patronato Pro-construcción del Instituto Tecnológico, 1969-1972
En el plano educativo, en la década de 1950 se creó un patronato que buscaba la construcción de un Instituto Tecnológico en la ciudad de Tijuana, el cual que no llegó a concretarse. Fue hasta 1969 que se retomó dicho proyecto y en mayo de 1970 se consolidó el Patronato Pro-Construcción del Instituto Tecnológico Regional (ITR) con la finalidad de dar solución a las necesidades educativas del estado de Baja California. El Patronato se conformó con cuarenta integrantes entre los que se encontraban el Dr. Pablo Ornelas (primer director del Instituto), Mario Luken, Enrique Lutteroth, Trinidad Fimbres, Jesús Arteaga y Alberto Limón Padilla, quien fue el primer presidente del Patronato hasta 1972.
Como lo cuenta Limón Padilla en sus memorias, en un principio el gobierno del estado no apoyaba al Patronato dado que lo consideraba un grupo de choque; sin embargo, gracias a las gestiones de los miembros del Patronato lograron conseguir el apoyo del gobernador Sánchez Díaz y más tarde el del Dr. Héctor Mayagoitia Domínguez, subsecretario de Educación Técnica, Media y Superior, a quien le presentaron un plan para la construcción del Instituto Tecnológico. El compromiso que el Patronato adquirió con la Secretaría de Educación Pública al aprobar el proyecto, fue el financiamiento de dos millones de pesos a la Comité Administrador del Programa Federal de Construcción de Escuelas (CAPFCE) para la construcción de los edificios complementarios del Centro de Estudios Técnicos n.º 11, donde se ubicaría el nuevo Tecnológico.
Para lograr reunir esta cantidad, el Patronato planeó actividades deportivas y culturales en las que participaron diversos sectores de la población18 y se contó con aportaciones de empresarios de Tijuana, Mexicali y Ensenada para la construcción del Instituto.19 Finalmente, el 17 de septiembre de 1971 el Centro de Estudios tecnológicos n.º 111 cambió su nombre a Instituto Tecnológico Regional n.º 21.
En septiembre de 1974, Alberto Limón Padilla presentó su renuncia al Patronato y al cargo de primer vicepresidente que desempeñaba en ese momento.21 La importancia de su participación durante esos 5 años se ve reflejada en el edificio administrativo de la unidad Tomás Aquino que lleva su nombre a manera de homenaje desde diciembre de 2012.

## Delegación La Mesa, 1974-1977
En los primeros años de la década de 1970 las necesidades de la ciudad no se limitaban a la infraestructura educativa. La zona urbana La Mesa contaba con deficiencias que no permitían cubrir las necesidades de la población: no había alumbrado público, las calles laterales al boulevard Díaz Ordaz no estaban pavimentadas, no existían espacios para realizar actividades recreativas y la inseguridad predominaba. Cuando Alberto Limón Padilla se hizo cargo de la Jefatura de esta zona en diciembre de 1974, durante el periodo presidencial de Fernando Márquez Arce, se dio a la tarea de dar solución a estas problemáticas contando con un equipo de trabajo formado por 35 policías, 7 patrullas y casi nulos recursos económicos.
A los cinco meses de haber tomado el cargo, se constituyó el Comité de Obras y Mejoras de la Zona Urbana de La Mesa coordinado por el mismo Limón Padilla, con el objetivo de promover la construcción de parques y campos deportivos, instalación de señalamientos de tránsito, la adquisición de equipo para obras y servicios públicos, y promover la formación de organismos afiliados al Comité en cada colonia y fraccionamiento de la zona para facilitar la comunicación entre los residentes.
El 30 de julio de 1976 se decretó el cambio de la zona urbana La Mesa a Delegación, lo cual se celebró en una ceremonia el 17 de agosto de ese mismo año donde también se inauguraron las instalaciones del Cuerpo de bomberos (que recién se había incorporado a la Delegación), la cancha deportiva del Fraccionamiento Montebello, el semáforo “Calimax” ubicado sobre el boulevard Díaz Ordaz y avenida Baja California y las oficinas de la nueva Delegación.

## Consulado de Austria, 1977-2002
Por otro lado, al tiempo que desempeñaba su puesto como delegado de La Mesa, Alberto Limón Padilla recibió en 1975 una invitación del embajador de Austria en México para ser representante de esa embajada en Baja California, Baja California Sur y Sonora. Después de un largo trámite, en 1977 se convirtió en cónsul de Austria desempeñando dicho puesto hasta 2001.
Comenzó a trabajar con los ciudadanos austriacos que perdían sus documentos y necesitaban tramitarlos nuevamente; sin embargo, en 1978 recibió al embajador de Austria en México, Alfred Missong, con la finalidad de incrementar las relaciones comerciales y culturales entre dicho país y Baja California. También participó en varias reuniones de la Asociación de Cónsules y fue presidente del Cuerpo Consular de Tijuana (1987-1988). En 1997 el embajador de Austria, Kurt Hengl, nombró a Alberto Limón Padilla cónsul honorario de ese país. Estuvo al frente del Consulado durante 26 años hasta que la Embajada lo jubiló a la edad de 75 años, dejando el cargo de cónsul a su hijo Alberto Limón Valerio.